# بيلاش سيلاغ
بيلاش سيلاغ (بالمجرية: Csillag Balázs)‏ هو منافس ألعاب قوى مجري، ولد في 5 مارس 1979.

## وصلات خارجية
- بيلاش سيلاغ على موقع الاتحاد الدولي لألعاب القوى (الإنجليزية)